# Tőkehalfélék

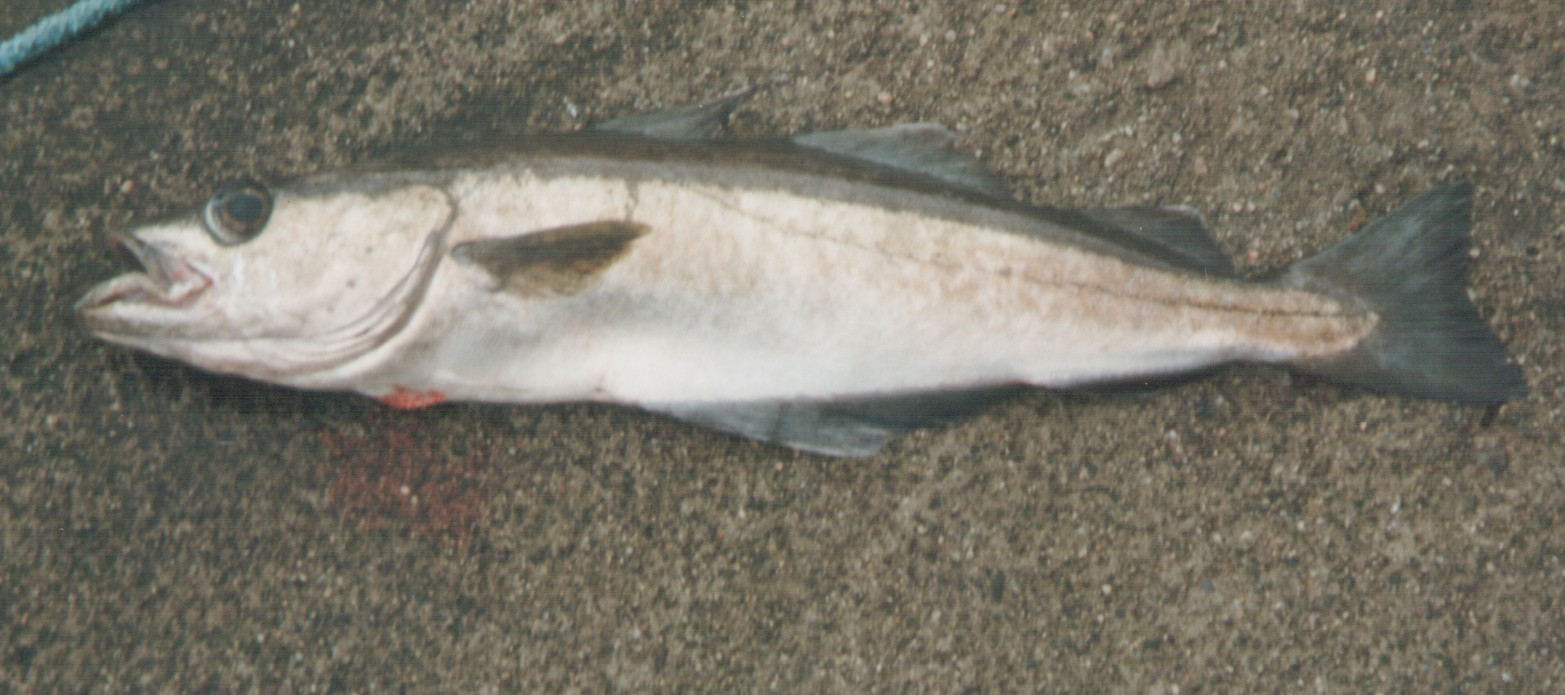
Sávos tőkehal (Pollachius pollachius)

A tőkehalfélék (Gadidae) a csontos halak (Osteichthyes) főosztályának sugarasúszójú halak (Actinopterygii) osztályába, ezen belül a tőkehalalakúak (Gadiformes) rendjébe tartozó halcsalád, amelyhez például az atlanti tőkehal (Gadus morhua) is tartozik.

## Előfordulásuk
A legtöbb tőkehalféle az északi félgömb mérsékelt övi vizeiben él, de kivételek is vannak.

## Megjelenésük
Ezek a halak középméretűeknek számítanak. Legfőbb jellemzőik a három hátúszók és a két farok alatti úszók. A legtöbbjük pofáján tapogatószálak láthatók; ezekkel a táplálékot keresik.

## Életmódjuk
A tőkehalfélék ragadozók. Táplálékuk kisebb halak és rákok.

### Élősködőik
Ezt a halcsaládot néhány élősködő is kínozza. Egyik közülük a Lernaeocera branchialis nevű evezőlábú rák (Copepoda), amely, hogy felnőtté válhasson és szaporodni tudjon, rá kell tapadjon egy tőkehal kopoltyújára.

## Szaporodásuk
Jól szaporodó halak. A nőstények íváskor akár több milliónyi ikrát is rakhatnak. Így állományaik hatalmasak, és ez igen jó az ipari mértékű halászatnak.

## Rendszertani besorolásuk
Korábban, ebbe a családba két alcsalád tartozott, a Gadinae és a Lotinae, de újabban az utóbbit, amelybe a menyhal (Lota lota) is tartozik, családi szintre emelték Lotidae néven. A Raniceps raninus halfaj, korábban egyedül képviselte a Ranicipitidae nevű családját, de manapság a tőkehalfélék közé sorolják.

## Rendszerezés
A családba az alábbi 13 nem és 23 faj tartozik:
- Arctogadus (Drjagin, 1932) - 2 faj
- Boreogadus (Guenther, 1862) - 1 faj
  - sarki tőkehal (Boreogadus saida) (Lepechin, 1774)
- Eleginus (Fischer de Waldheim, 1813) - 2 faj
- Gadiculus (Guichenot, 1850) - 1 faj
  - Gadiculus argenteus Guichenot, 1850
- Gadus Linnaeus, 1758 - 3 faj
- Melanogrammus - 1 faj
  - foltos tőkehal (Melanogrammus aeglefinus) (Linnaeus, 1758)
- Merlangius (Geoffroy, 1767) - 1 faj
  - vékonybajszú tőkehal (Merlangius merlangus) (Linnaeus, 1758)
- Microgadus (Gill, 1865) - 2 faj
- Micromesistius (Gill, 1863) - 2 faj
- Pollachius Nilsson, 1832 - 2 faj
- Raniceps (Oken, 1817) - 1 faj
  - Raniceps raninus (Linnaeus, 1758)
- Theragra (Lucas in Jordan & Evermann, 1898) - 2 faj
- Trisopterus (Rafinesque, 1814) - 3 faj

### Fordítás
- Ez a szócikk részben vagy egészben  a   Gadidae című angol Wikipédia-szócikk ezen változatának fordításán alapul.  Az eredeti cikk szerkesztőit annak laptörténete sorolja fel. Ez a jelzés csupán a megfogalmazás eredetét és a szerzői jogokat jelzi, nem szolgál a cikkben szereplő információk forrásmegjelöléseként.